# Ferrovia Nizza-Digne
La ferrovia Nizza–Digne è una linea ferroviaria della Francia a scartamento metrico che collega Nizza a Digne-les-Bains. È la sola linea sopravvissuta dell'antica rete delle Ferrovie della Provenza.

È conosciuta anche con il soprannome di treno delle pigne che tuttavia apparteneva alla dismessa linea Nizza–Meyrargues.

## Caratteristiche
La linea è a binario unico e a scartamento metrico; è lunga 151 km. Presenta raggi di curvatura di 150 m e pendenze fino al 30 per mille. Ha 16 tra ponti e viadotti in muratura, 15 ponti metallici e 25 tunnel di cui il più lungo misura 3457 m dove la linea raggiunge il culmine a 1015 m s.l.m. nelle vicinanze della fermata di Peyresq.
Fino al 1989 a Digne si connetteva alla rete nazionale con la linea Saint-Auban–Digne che permetteva di raggiungere Grenoble e Ginevra attraverso le Alpi mediante una relazione denominata Alpazur.
A Nizza, il terminale attuale della linea è posto a qualche centinaio di metri dalla stazione storica delle CP e separato dalla stazione di Nizza della SNCF. Nonostante l'architettura di grande pregio la stazione storica delle CP versa in abbandono. Nel 1939, le CP vennero raccordate al porto di Nizza per mezzo dei binari del Tramway de Nice et du Littoral (TNL) allo scopo di far pervenire i vagoni di carbone a Lingostière per l'utilizzo nella centrale elettrica della società Énergie électrique du Littoral méditerranéen.

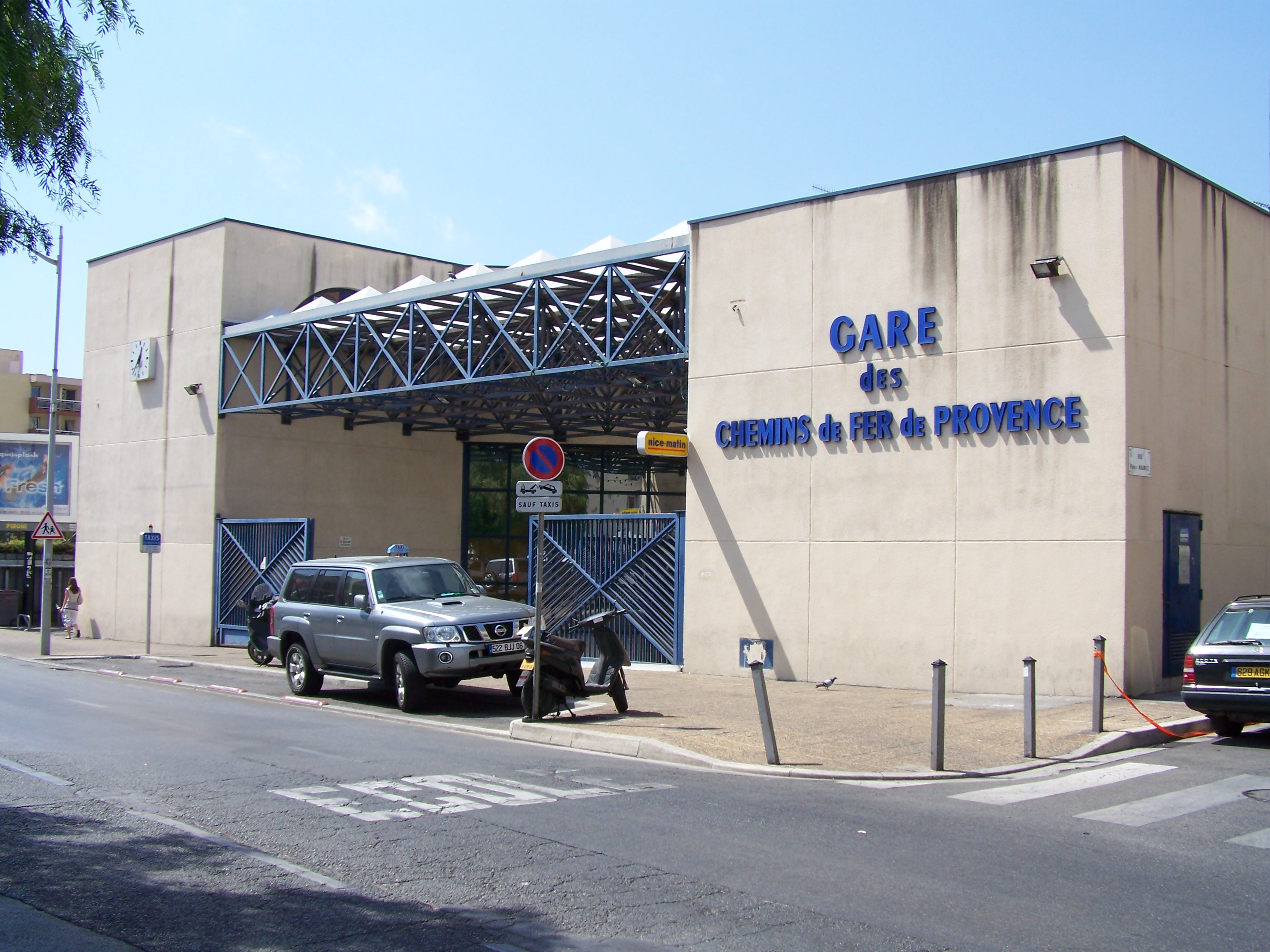
Esterno del terminale di Nizza
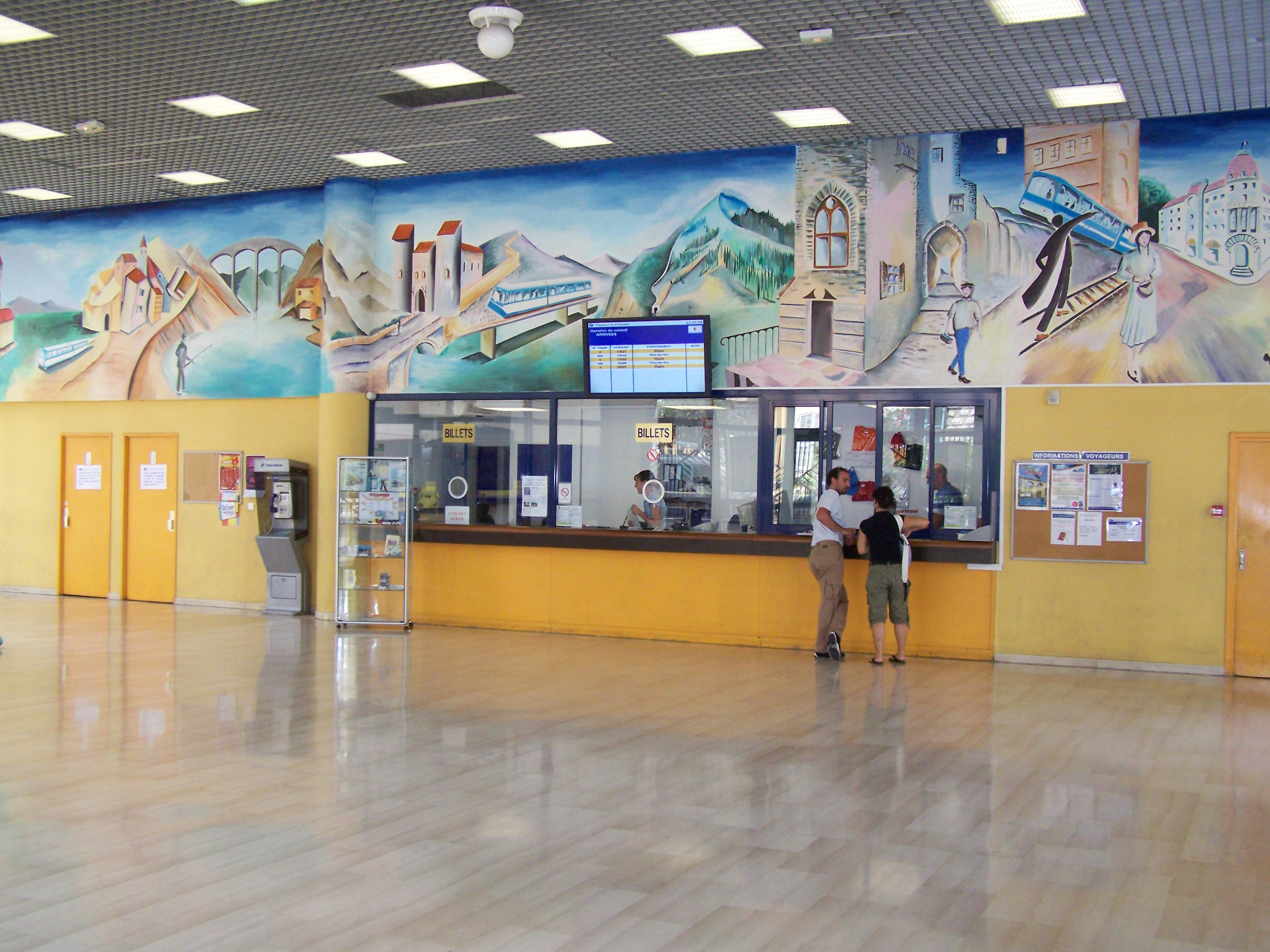
Atrio del terminale di Nizza
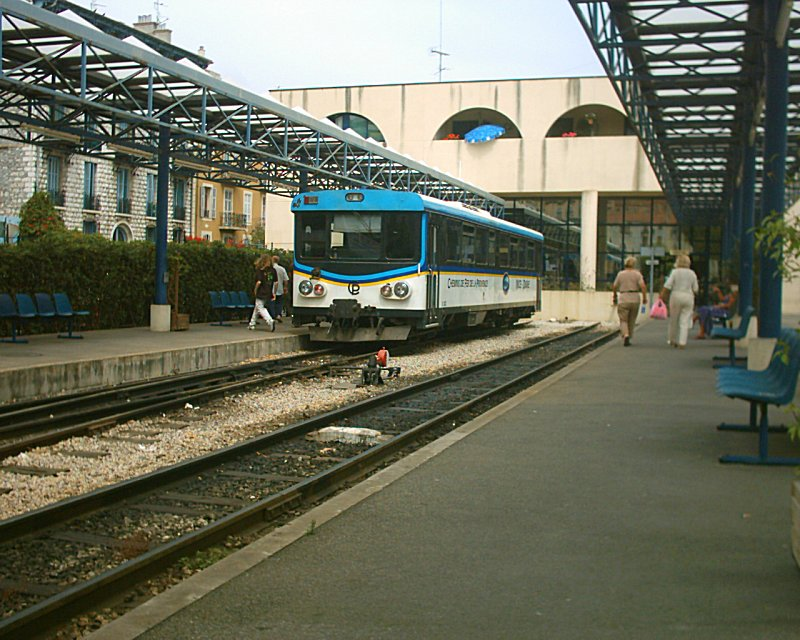
Il terminale di Nizza
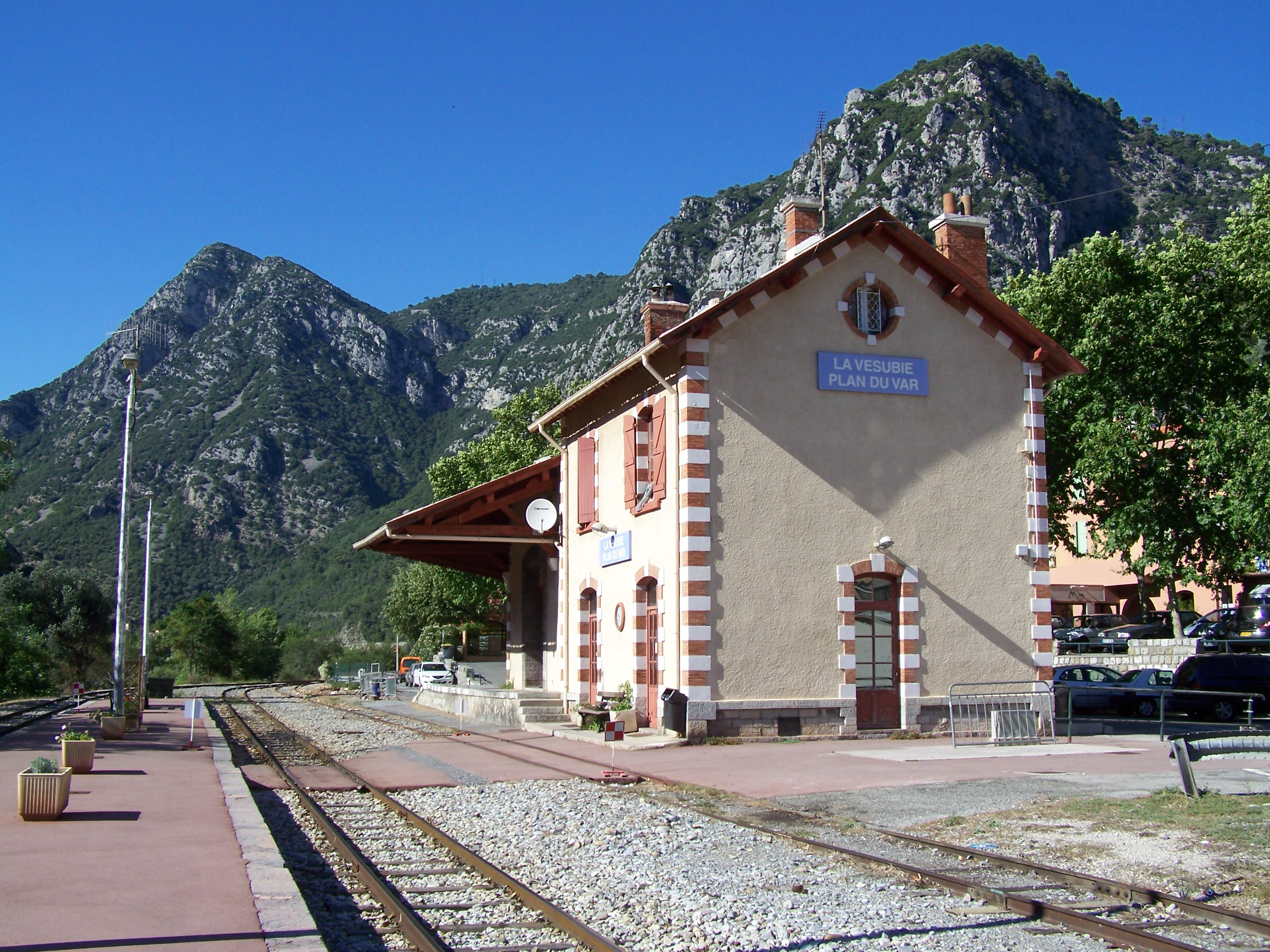
La stazione di Plan-du-Var

## Rotabili della linea

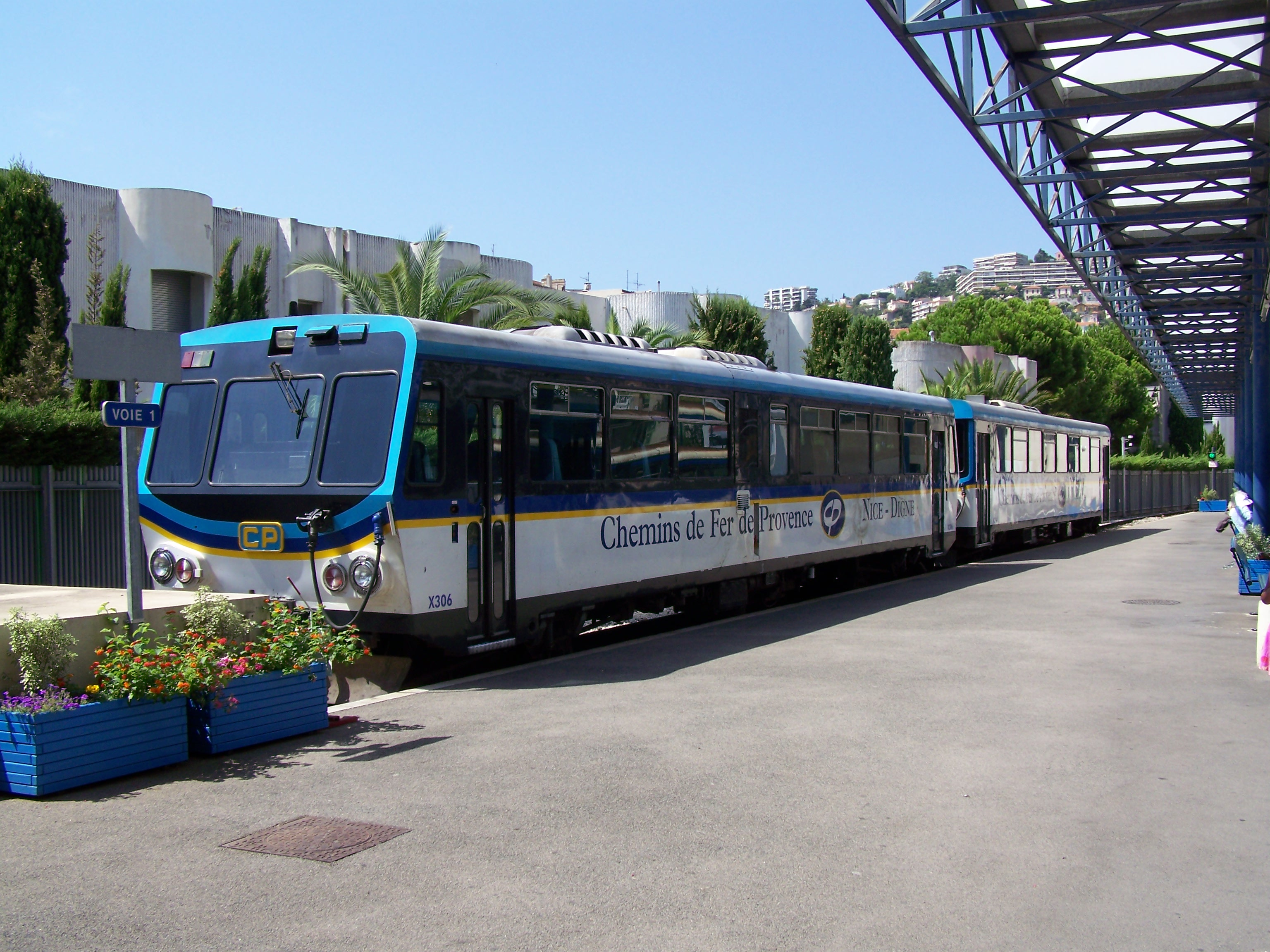
Automotrice CFD X306 del 1977

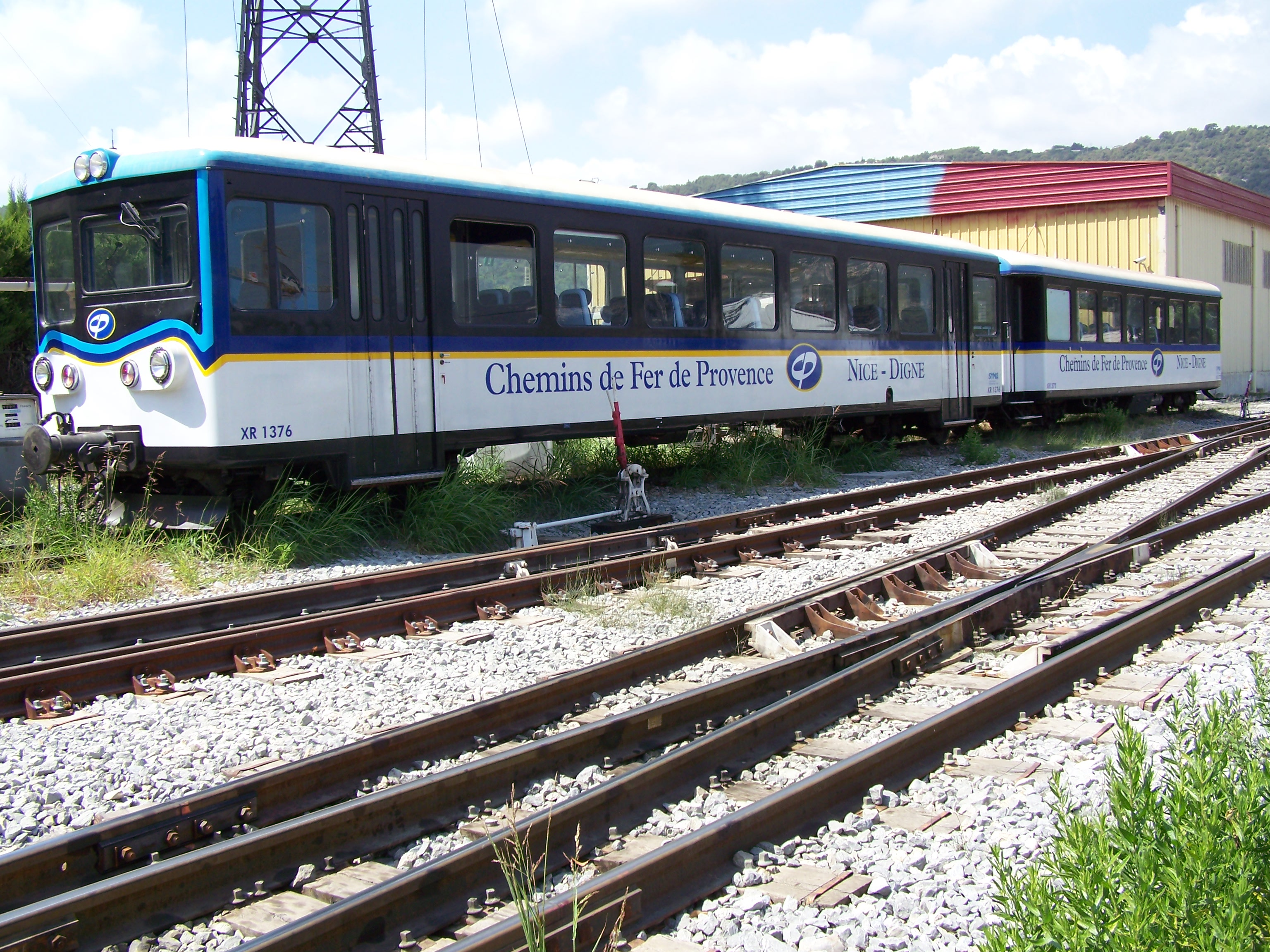
Ricostruzione del 2006

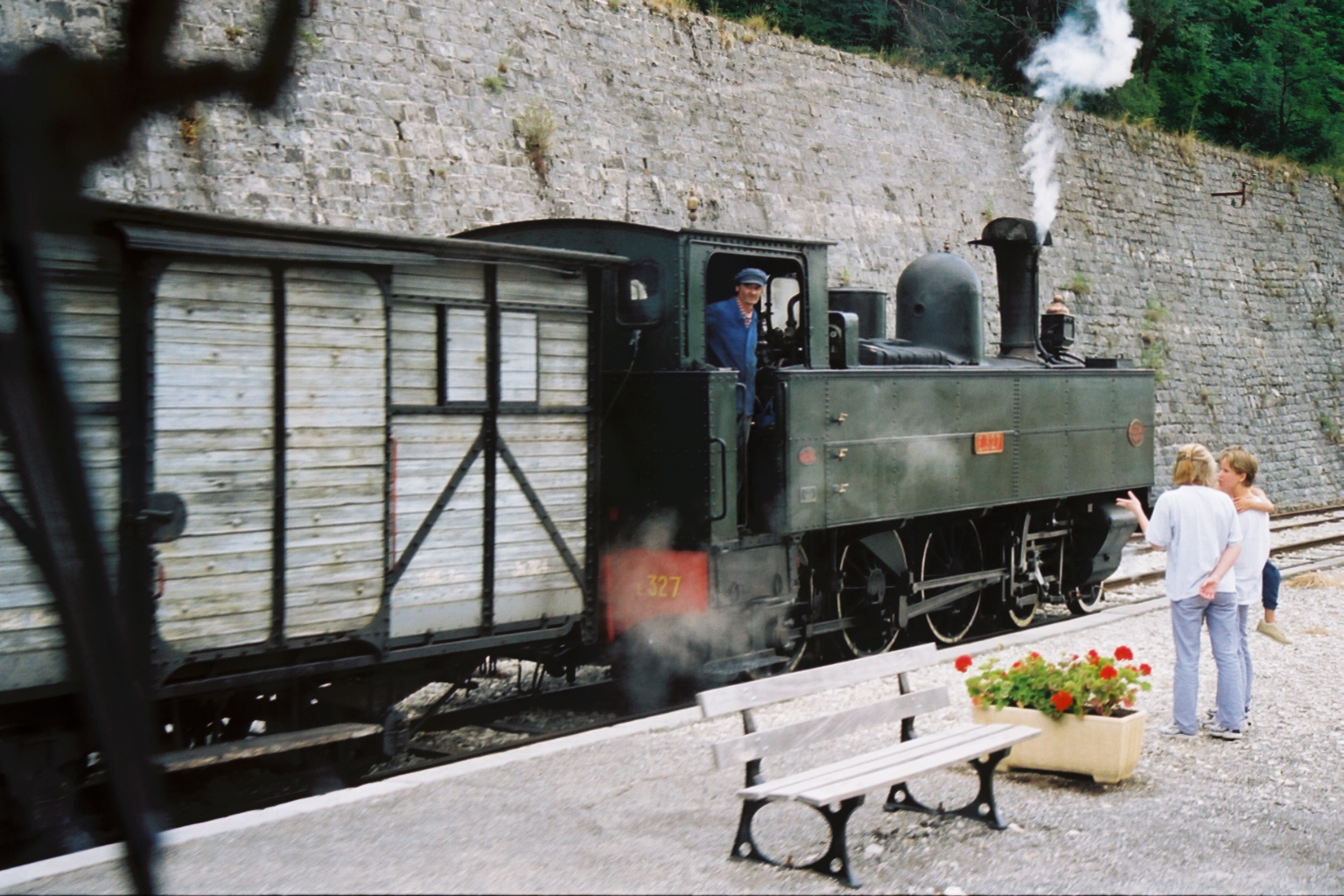
Locomotiva a vapore proveniente dalla Rete Bretone

La ferrovia dispone, per il trasporto viaggiatori, d'un parco rotabili motori composto di:
- 6 automotrici CFD tipo SY da 48 posti a sedere (4 sono del 1972 e 2 del 1977)[4].
- 1 automotrice Soulé-Garnéro da 120 posti entrata in servizio nell'ottobre 1984[5].
- 1 automotrice da 120 posti ricostruita nelle officine aziendali nel settembre 2006.

Il Consiglio regionale di Provence-Alpes-Côte d'Azur il 10 novembre 2006 ha autorizzato l'ordinazione di 2 complessi automotori, AMP 801/802 e 803/804, con un'opzione per ulteriori due, AMP 805/806 e 807/808, da consegnare entro il 2010.
Dal 2005 sono disponibili per treni speciali e amatoriali:
- 2 locomotive Brissoneau & Lotz datate 1951[7].
- 4 carrozze del 1949 ricostruite su chassis di vecchie vetture in legno.
- 2 Carrozze Appenzell costruite nel 1948, acquistate sul mercato dell'usato, e rinnovate nel 2004.
- 1 rimorchio pilota Grey  a carrelli Soulé-Garnéro acquistato d'occasione in aprile 2005.

Per merci e servizio le CP dispongono di:
- 1 locomotiva Henschel (BB 1200) limitata a 25 km/h[8].
- 2 draisine Matisa.
- 2 rimorchi postali Billard.
- Un quantitativo di carri merci coperti, pianali e di servizio.

Per la manutenzione dei binari una livellatrice Matisa.
Una locomotiva a vapore ex-Rete Bretone, curata dall'associazione Groupe d'Etude des Chemins de fer de Provence.

## Gestione
La Nizza - Digne non fa parte della rete nazionale francese RFF.
Era gestita dalla Compagnie des chemins de fer du Sud de la France (SF) dal 1888 fino al 1925; dopo tale data passò alla società Chemins de fer de Provence (CP) fino al 1933, quando venne rilevata dalla Régie des Ponts et Chaussées che ne mantenne la gestione fino al 1974.
La collettività territoriale, SYMA (Syndicat mixte Méditerranée Alpes), ne ottenne la concessione dallo Stato per 99 anni dal 1972. Il SYMA era costituito da: Conseil régional de Provence-Alpes-Côte d'Azur, Département des Alpes-Maritimes, Département des Alpes-de-Haute-Provence, città di Nizza e città di Digne-les-Bains.
Dal 1974 la gestione della linea fu affidata alla CFTA (Chemins de fer et transport automobile); venne rinnovata nel luglio 2005 mediante una convenzione firmata con il SYMA con cui venne demandata alla CFTA la creazione della Compagnie ferroviaire du Sud de la France, CFSF – Chemins de fer de Provence, CP.
Nel gennaio 2007 il Consiglio della regione Provence-Alpes-Côte d'Azur (PACA) prese in carico l'infrastruttura ferroviaria, conferendo poi la gestione delle Ferrovie della Provenza alla CFTA che è una filiale della Veolia Transport con contratto di pubblico servizio della durata di 8 anni.
Dal 2014 la gestione è affidata alla Régie Régionale des Transports de Provence-Alpes-Côte-d'Azur (RRT-PACA).

## Cronologia

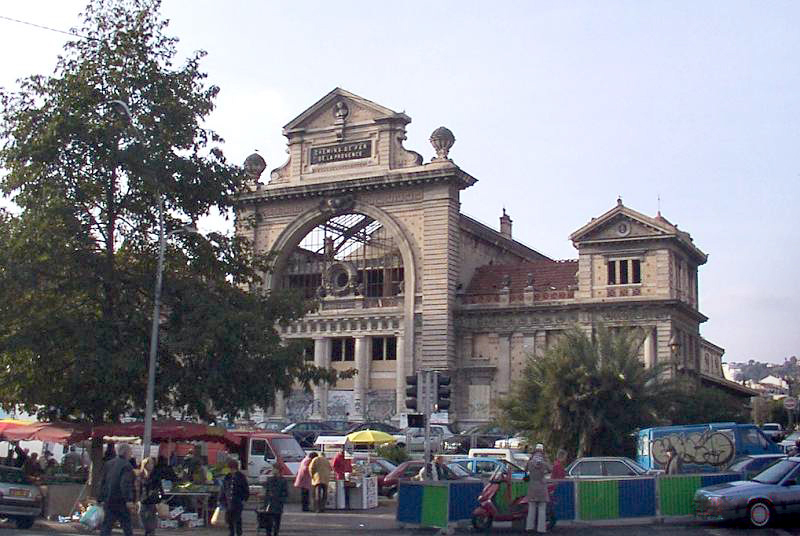
Stazione CP nel 2004

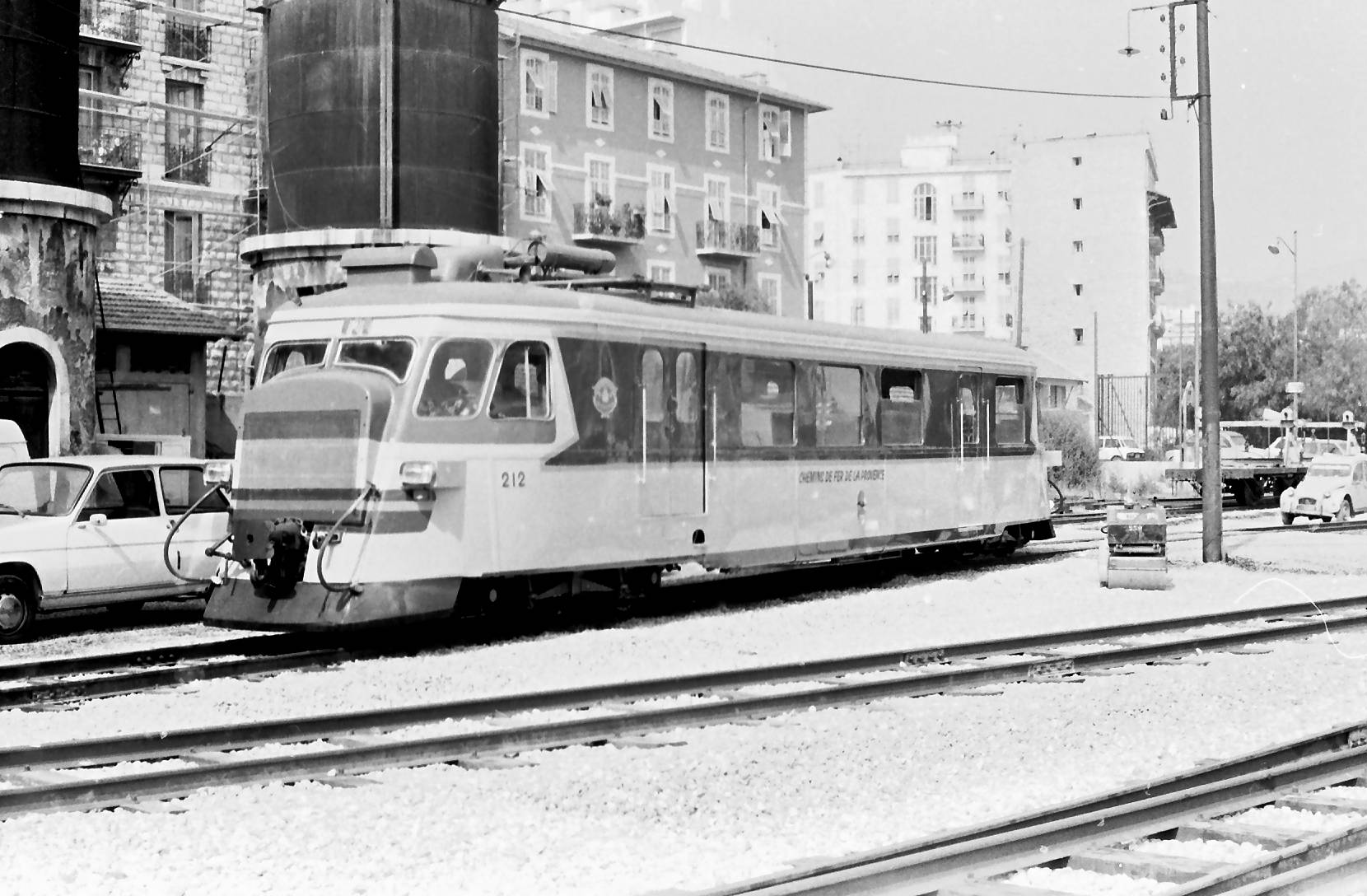
Automotrice Billard 212 del 1938 (nella Gare du Sud de Nice nel 1983)

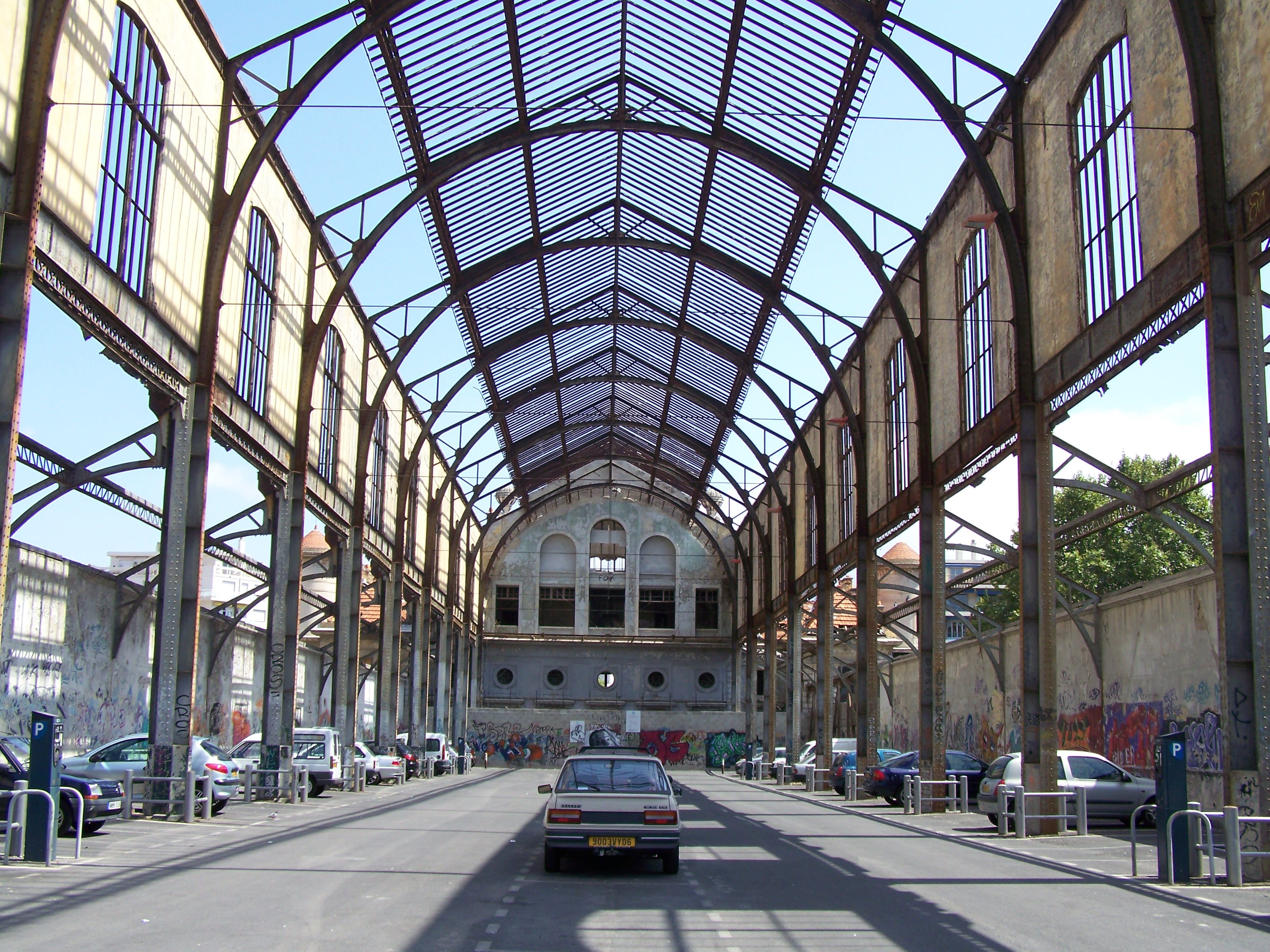
Antica stazione di Nizza

Cronologia storica della Nice-Digne::
- 1861 : progetto dell'ingegnere dignese Alphonse Beau de Rochas, l'ideatore del Ciclo del motore a quattro tempi, per collegare Nizza a Grenoble passando per la Valle del Varo, Digne-les-Bains e Gap.
- 1881 : La tratta Digne - Castellane viene dichiarata di pubblica utilità[16]
- 1882 : le autorità militari avallano il progetto.
- 1886 : Viene affidata la gestione alla Compagnie des chemins de fer du Sud de la France (SF), creata il 17 agosto 1885.
- 1890 : inizio lavori di costruzione della linea.
- 1891 : apertura del primo tratto di 13 km tra Mézel e Digne-les-Bains (14 agosto 1891)[17].
- 1892 : parziale apertura della Nice-Colomars (di 13 km), della Colomars-Puget-Théniers (di 45 km) e della Saint-André-les-Alpes - Mezel (di 31 km)[17].
- 1894 : scandalo politico-finanziario che travolge la Compagnie des chemins de fer du Sud de la France.
- 1907 : apertura della tratta di 12 km tra Puget-Théniers et Pont-de-Gueydan (Saint-Benoît)[17].
- 1908 : apertura della tratta Pont-de-Gueydan - Annot di 8 km[17].
- 1911 : 3 luglio fine dei lavori tra Annot e Saint-André-les-Alpes (28 km)[17]. La linea viene concessa alla société Sud-France.
- 1925 : In seguito a difficoltà finanziarie della compagnia viene siglata una convenzione tra lo Stato e la compagnia che cambia quindi ragione sociale divenendo Compagnie des Chemins de fer de la Provence (C.P.).
- 1926 : record storico di traffico merci con 336.710 t trasportate.
- 1933 : Dal 1926 al 1933 diminuzione del traffico commerciale del 60%. Il 15 luglio 1933 la linea viene posta sotto sequestro dallo Stato per fallimento della società.
- 1935 : Arrivo delle prime automotrici Renault sulla linea Nice-Digne che abbreviano la percorrenza totale a 3h 30.
- 1943 : Record di afflusso passeggeri annuo: 1.014.327 passeggeri trasportati.
- 1952 : La gestione della linea viene assunta direttamente dallo Stato.
- 1959 : Primi progetti di soppressione della linea rientrati in seguito all'opposizione delle popolazioni.
- 1967 : Lo Stato si disimpegna dalla gestione; il SYMA, creato nel 1968, che raggruppa cinque collettività locali, salva la linea. Il trasferimento della proprietà avverrà pienamente il 19 dicembre 1972 con decreto ministeriale.
- 1972 : concessione ufficiale della linea al SYMA per 99 anni.
- 1974 : Il SYMA affida la gestione alla CFTA, filiale del gruppo CGEA.
- 1975 : inaugurazione delle officine di Nizza-Lingostière.
- 1977 : viene soppressa la circolazione di treni merci.
- 1980 : Inaugurazione del treno a vapore turistico GECP che circola tra Puget-Théniers e Annot.
- 1981 : Inaugurazione della relazione ferroviaria internazionale Alpazur Nizza-Ginevra con grande successo.
- 1984 : Il 24 ottobre l'automotrice Soulé X-351, stabilisce il record di velocità della linea correndo a 115 km/h lungo la bassa valle del Varo.
- 1989 : Cessa il servizio Alpazur in seguito alla chiusura da parte della SNCF della linea Digne-St Auban.
- 1992 : Viene chiusa la stazione storica di Nizza e il terminale trasferito in quello attuale.
- 1994 : Il 5 novembre una piena del Varo provoca interruzioni della linea in vari punti e il blocco della circolazione ferroviaria.
- 1996 : Il 12 aprile viene inaugurato il nuovo ponte di Gueydan e il 25 dello stesso mese viene riattivata la circolazione ferroviaria.
- 1999 : Il 7 ottobre la gestione della linea è affidata alla CFTA, Chemins de fer et transport automobile per 15 anni.
- 2005 : La CFTA cambia nome in CFSF, Compagnie ferroviaire du Sud de la France, titolo simile a quello della prima compagnia.
- 2007 : Il SYMA viene sostituito dalla regione PACA.

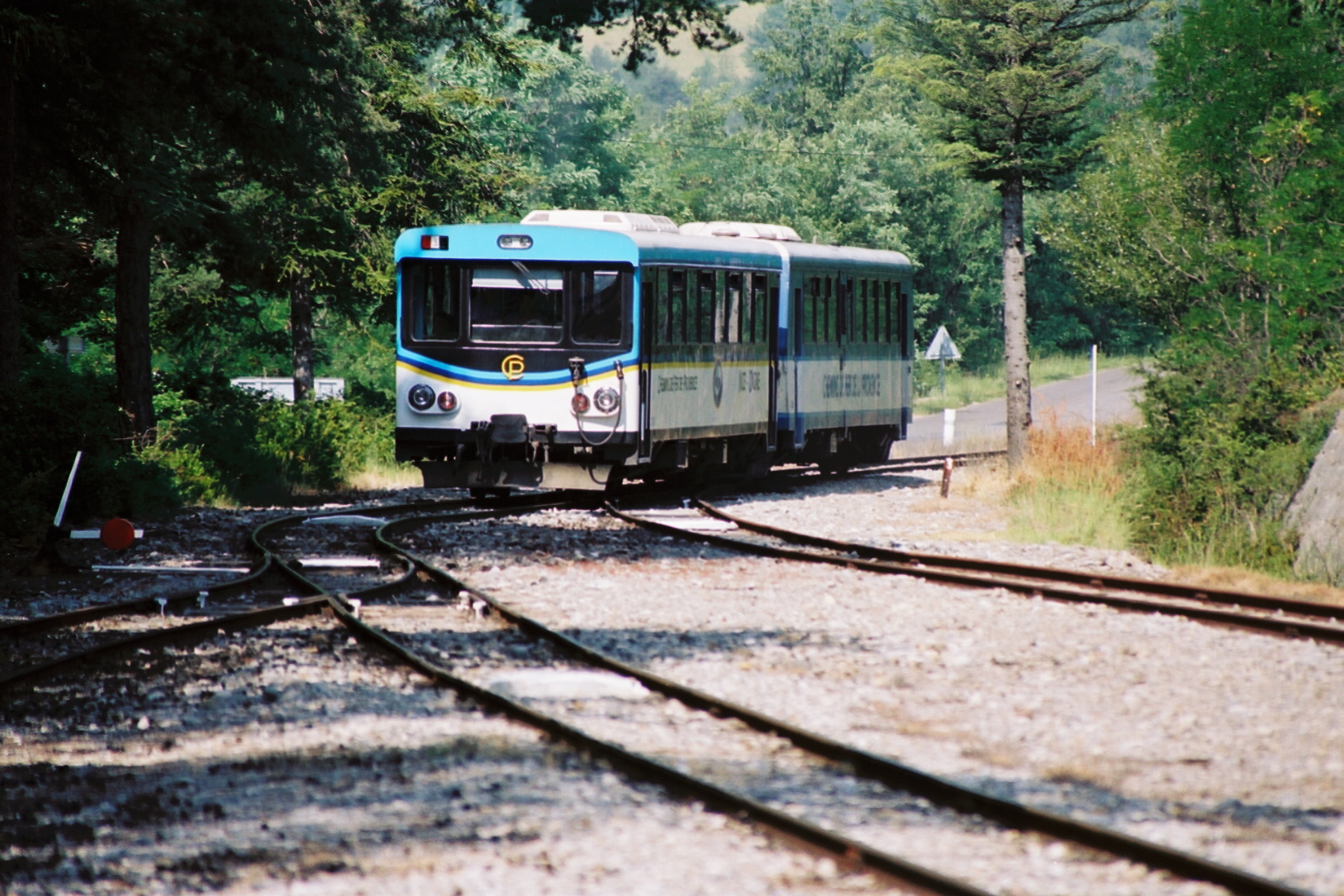
Treno delle pigne
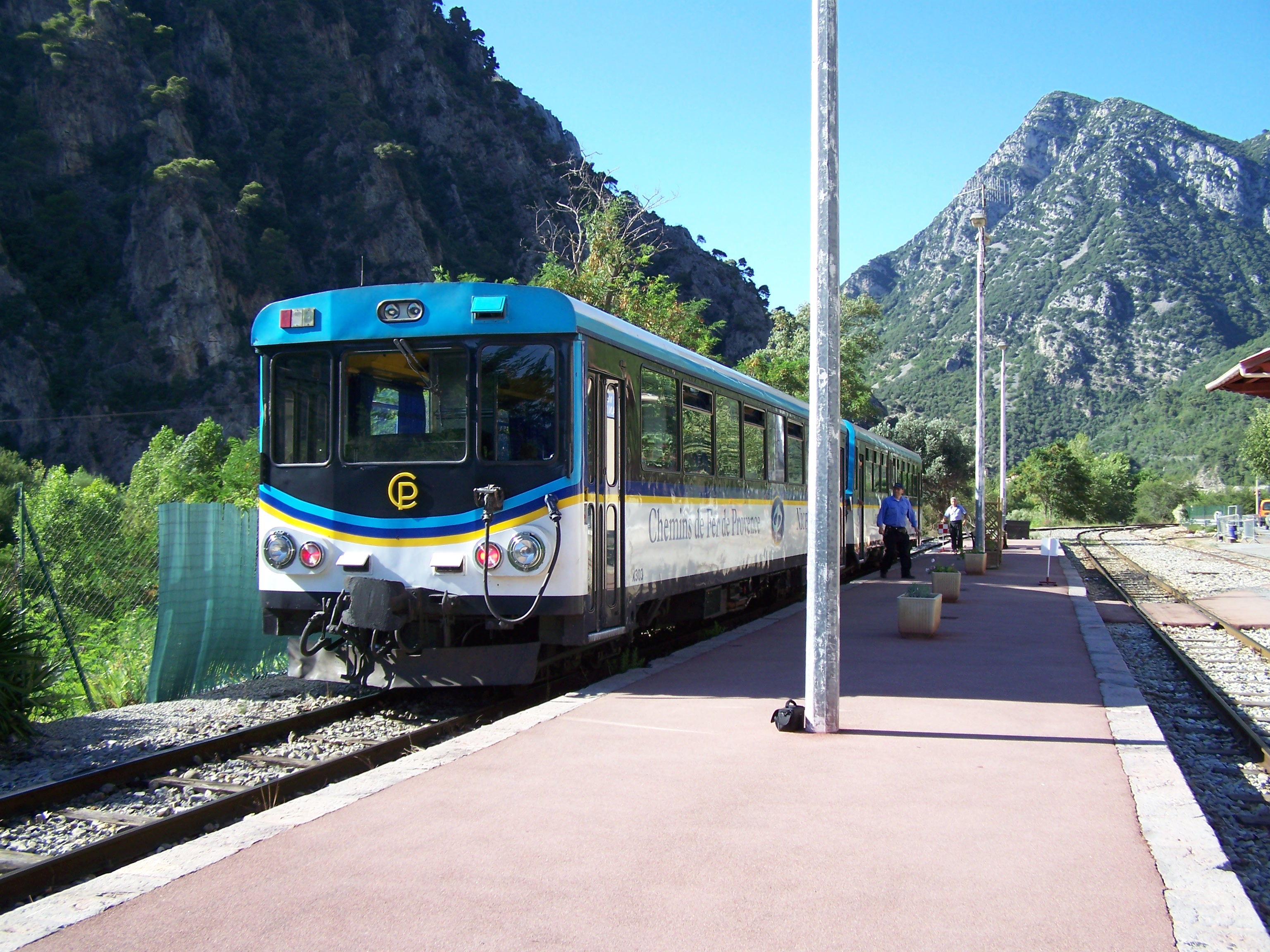
Il treno alla stazione di Plan du Var
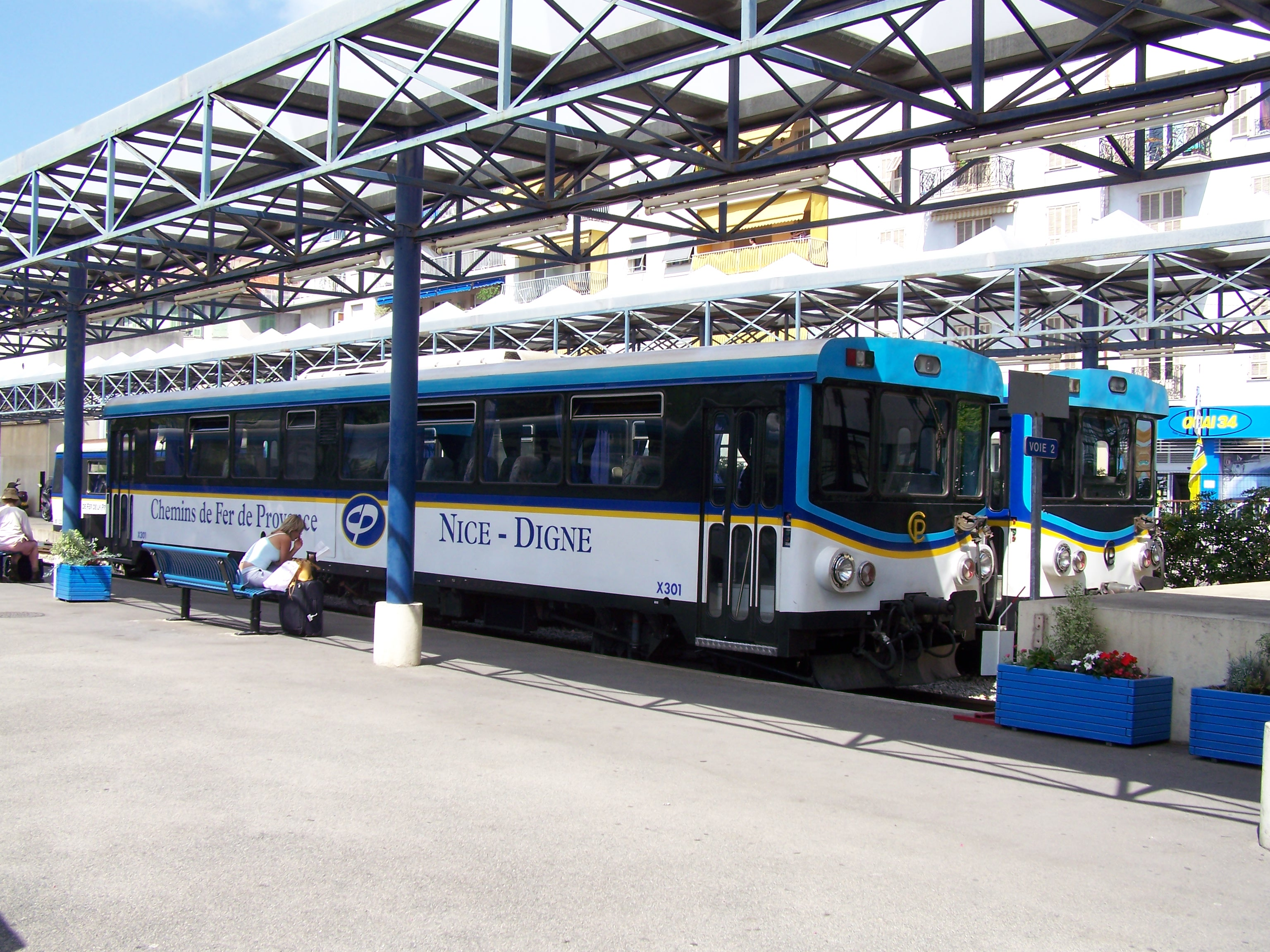
Automotrice X301 delle CP al terminale di Nizza
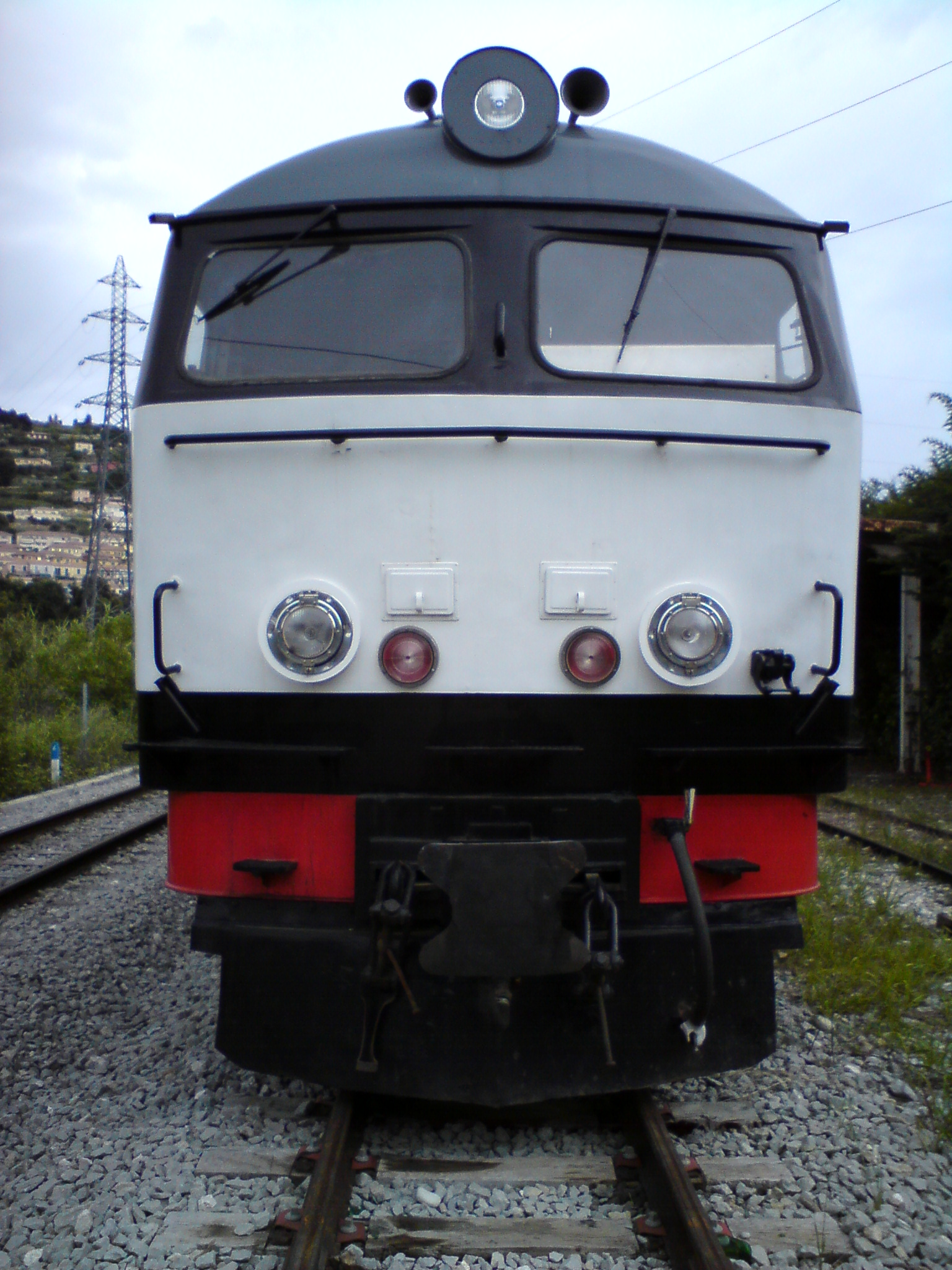
Locomotiva Henschel
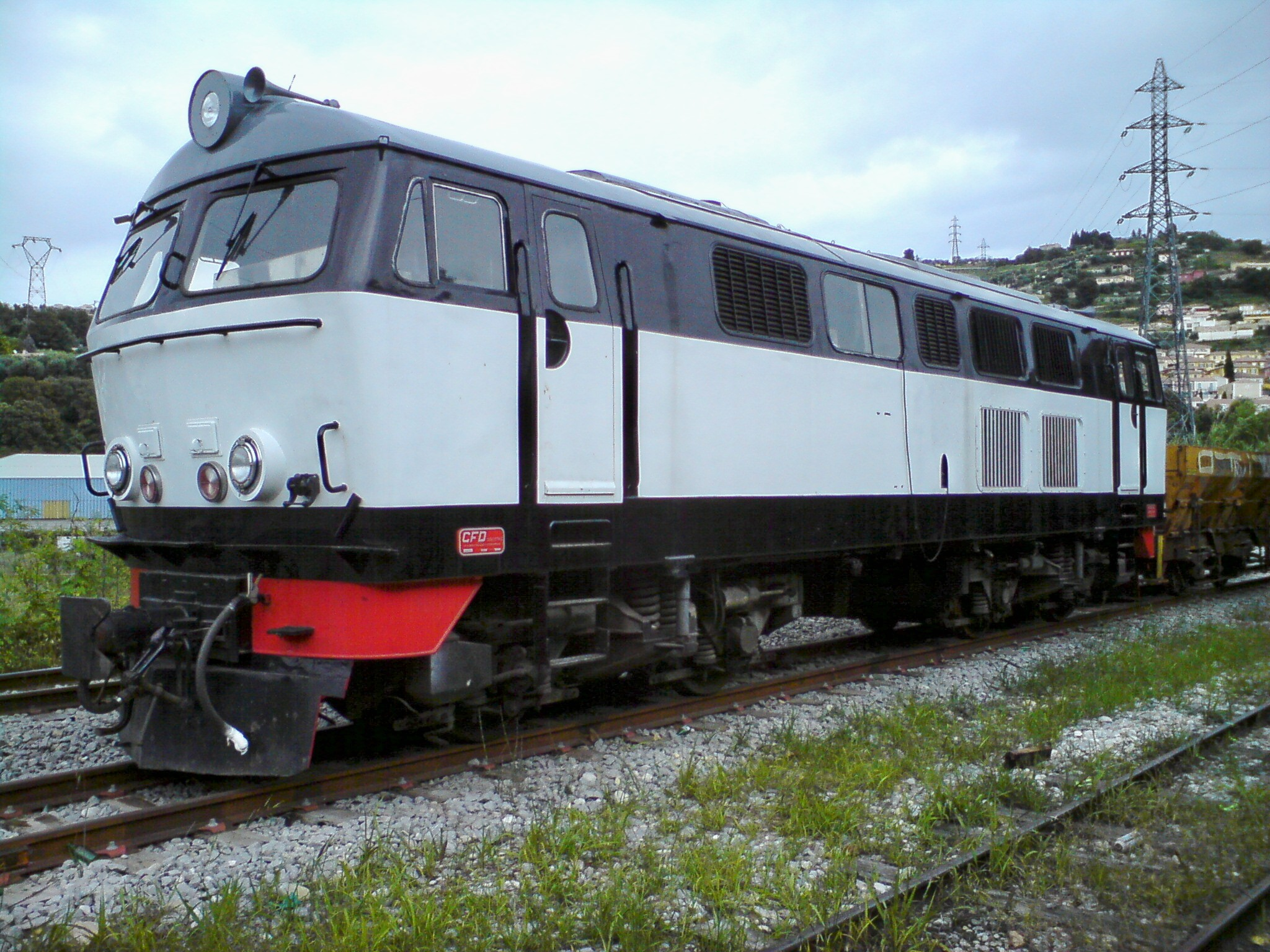
Locomotiva Henschel
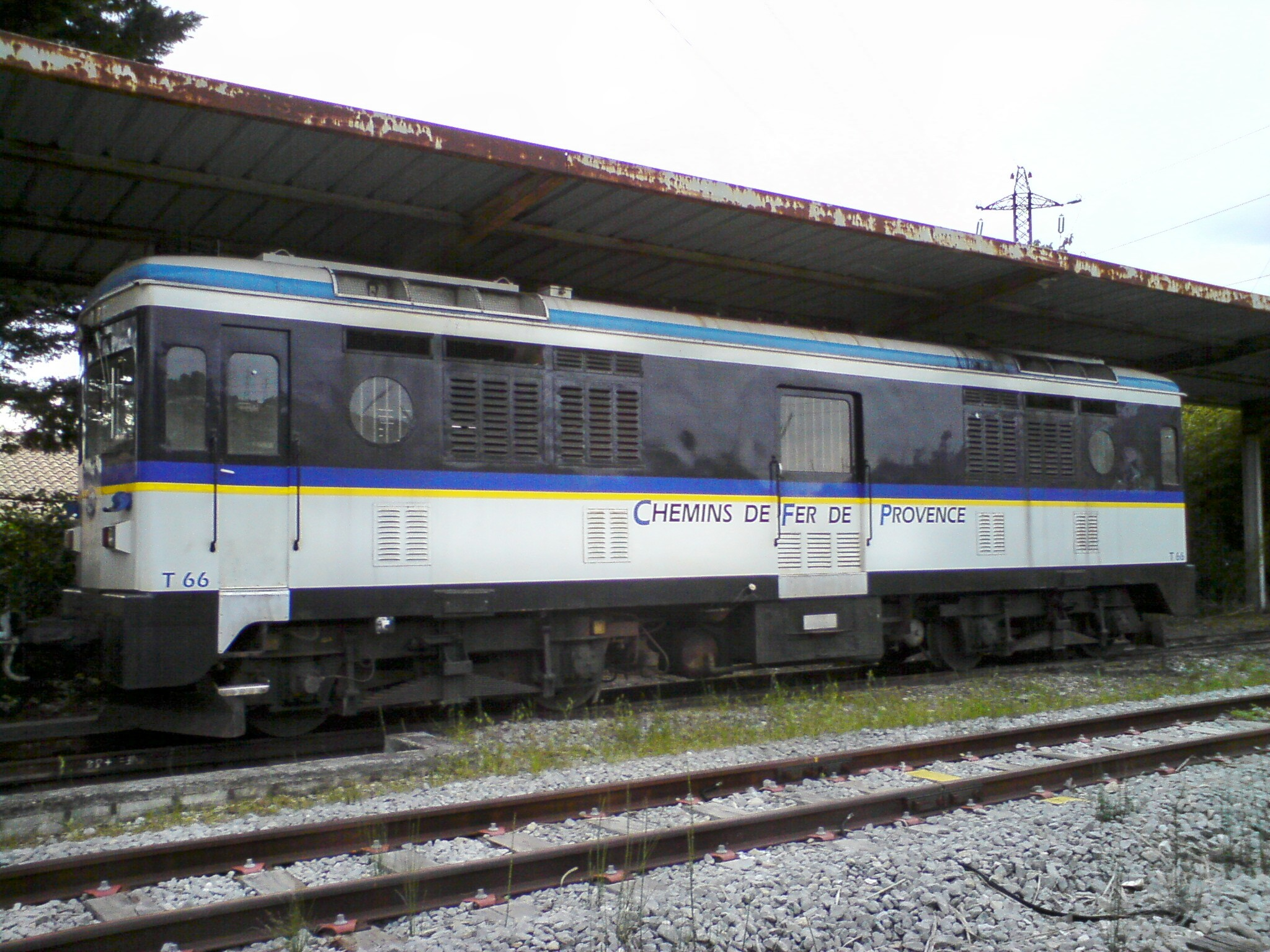
Locomotiva Brissoneau T66
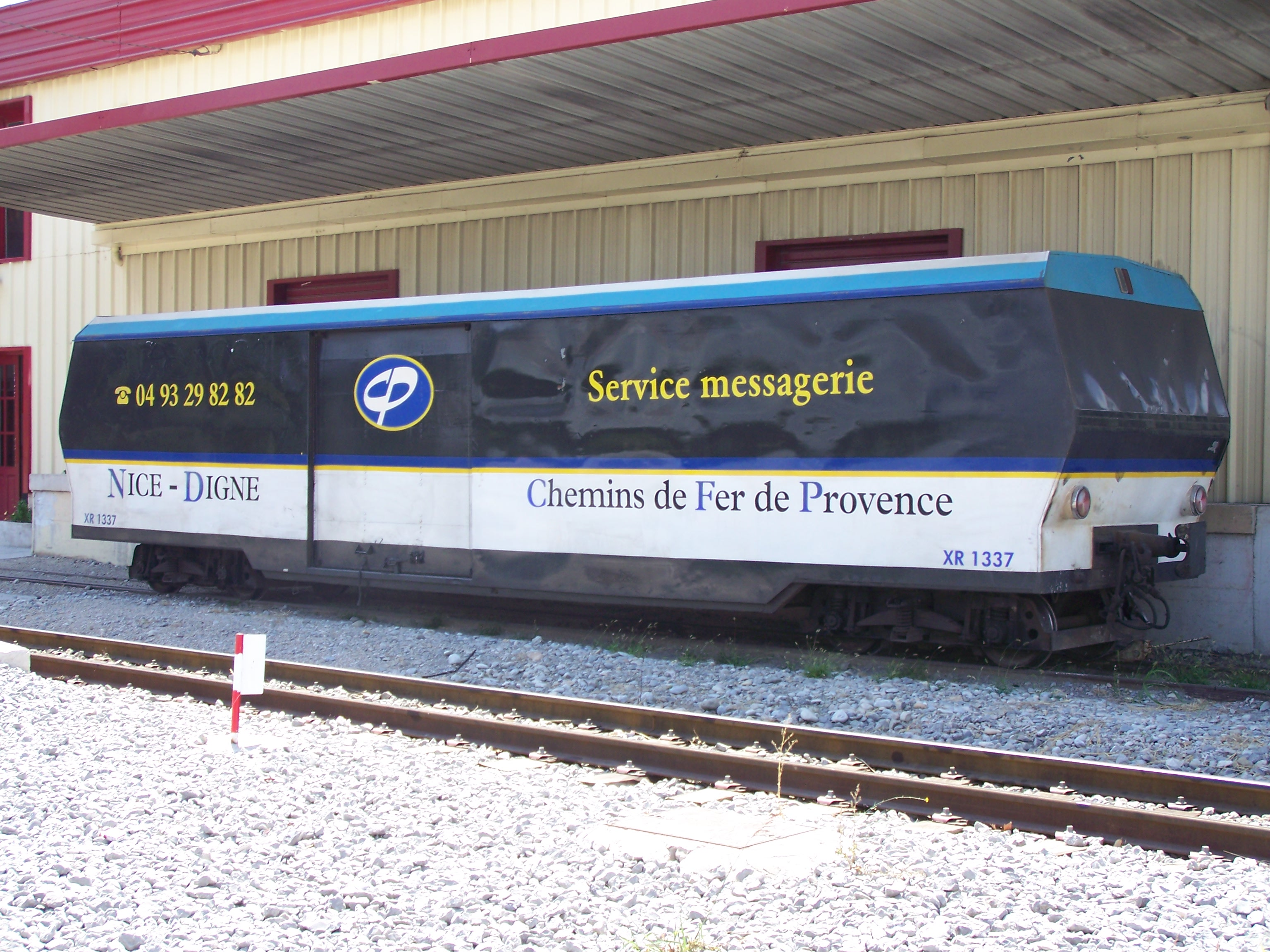
Un furgone-messaggeria delle Chemins de fer de Provence
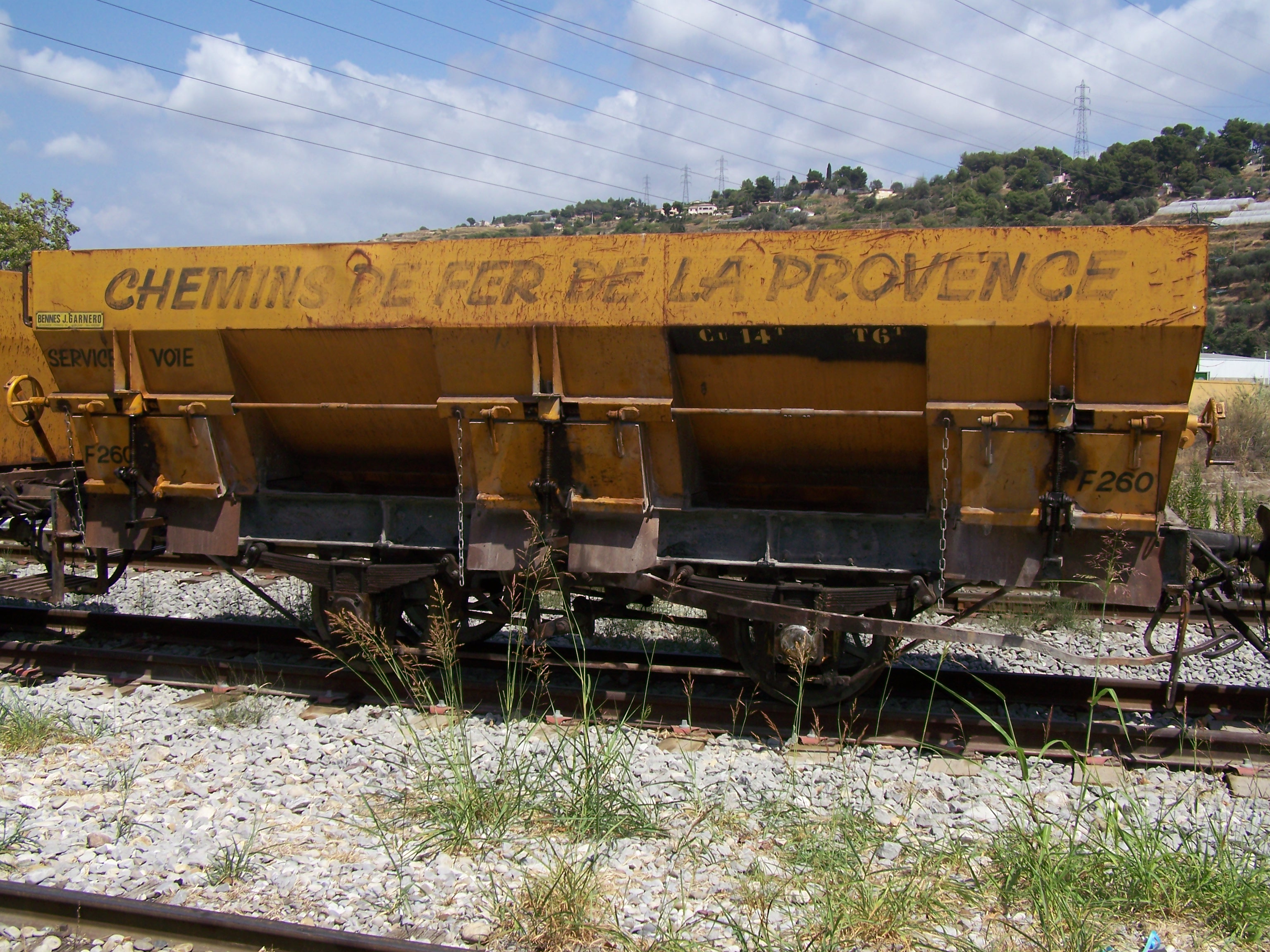
Carro pietrisco di servizio
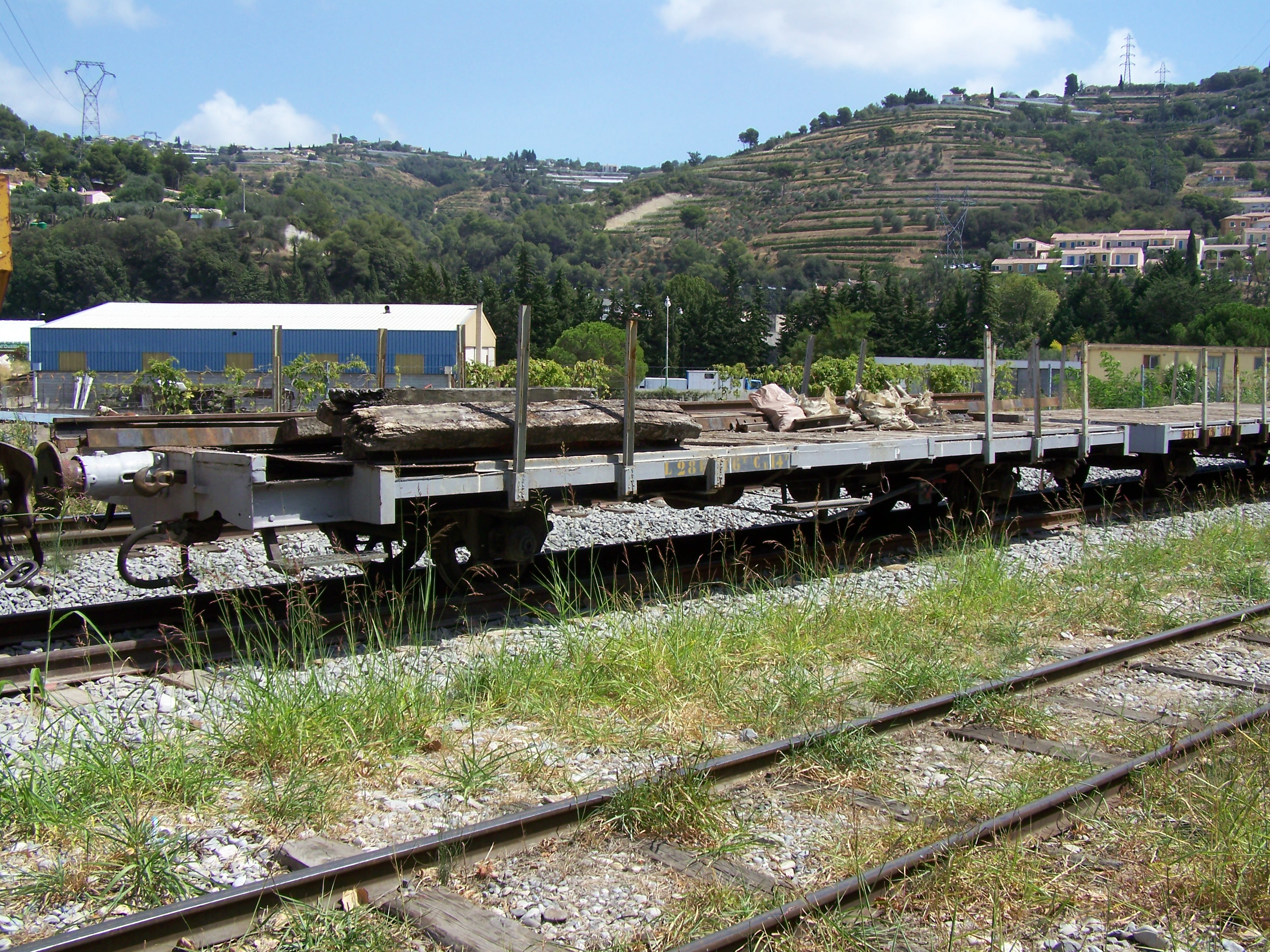
Carro pianale a Nizza-Lingostière
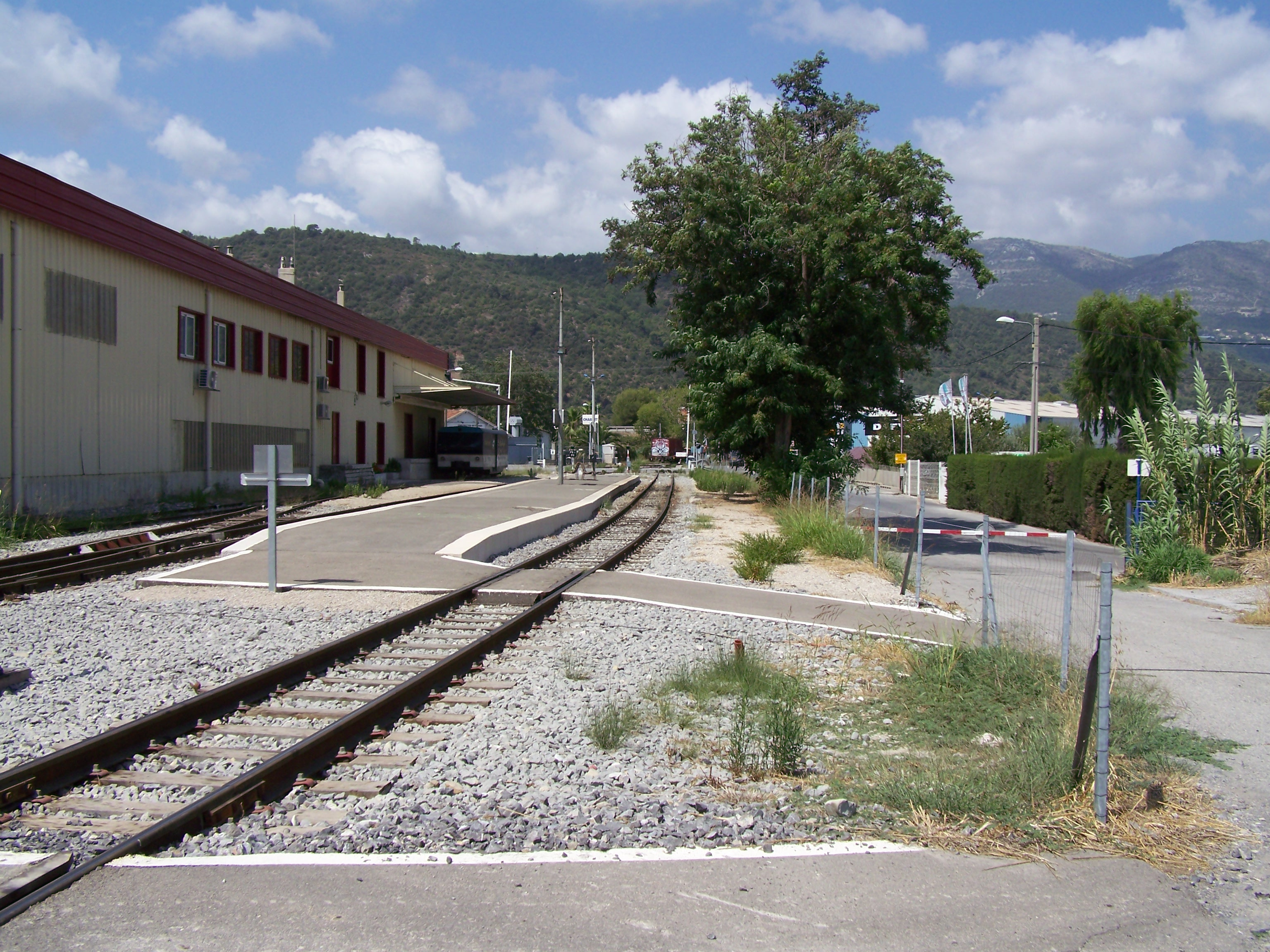
Stazione CP di Nizza-Lingostière
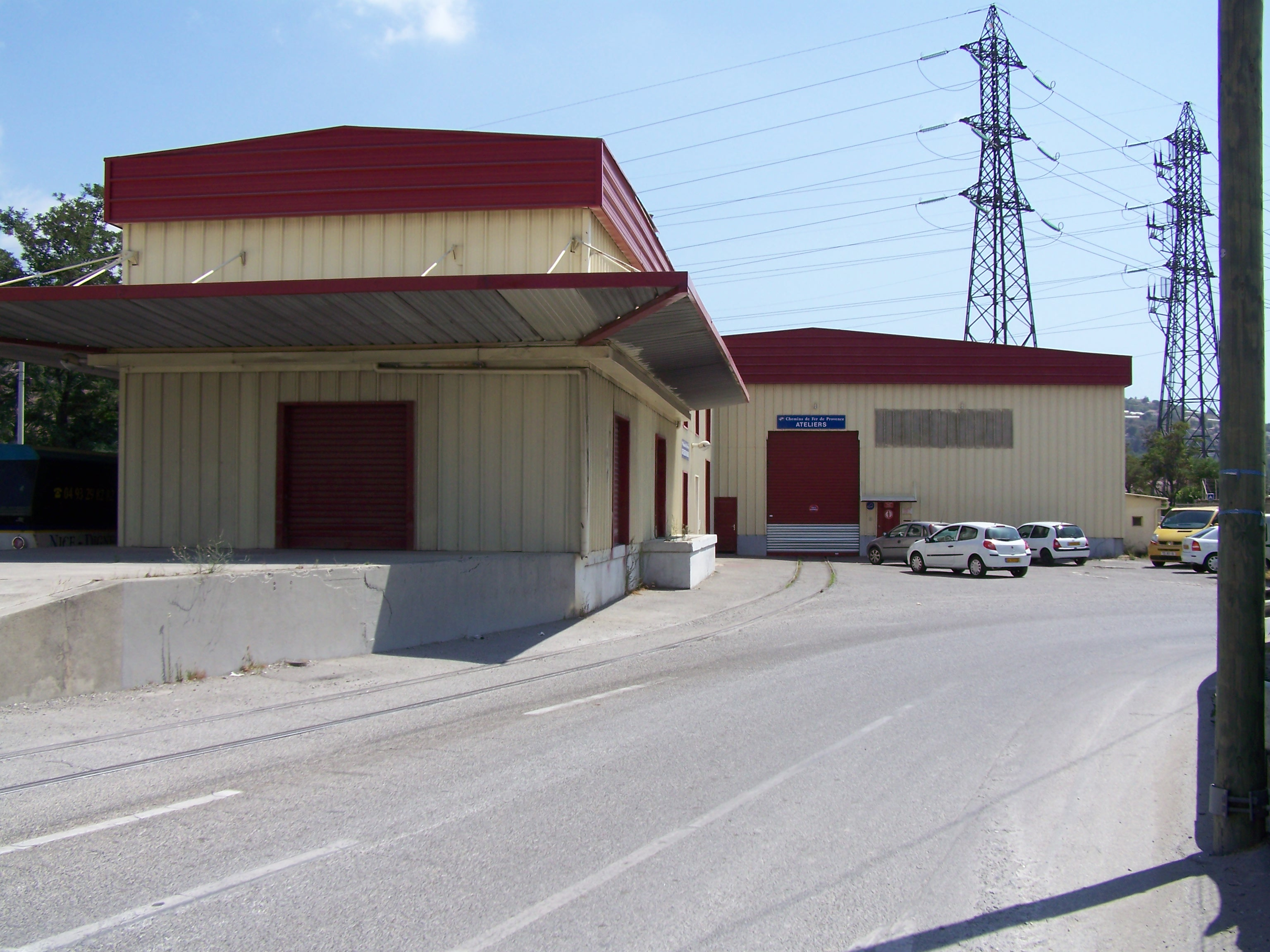
Officine CP di Nizza-Lingostière
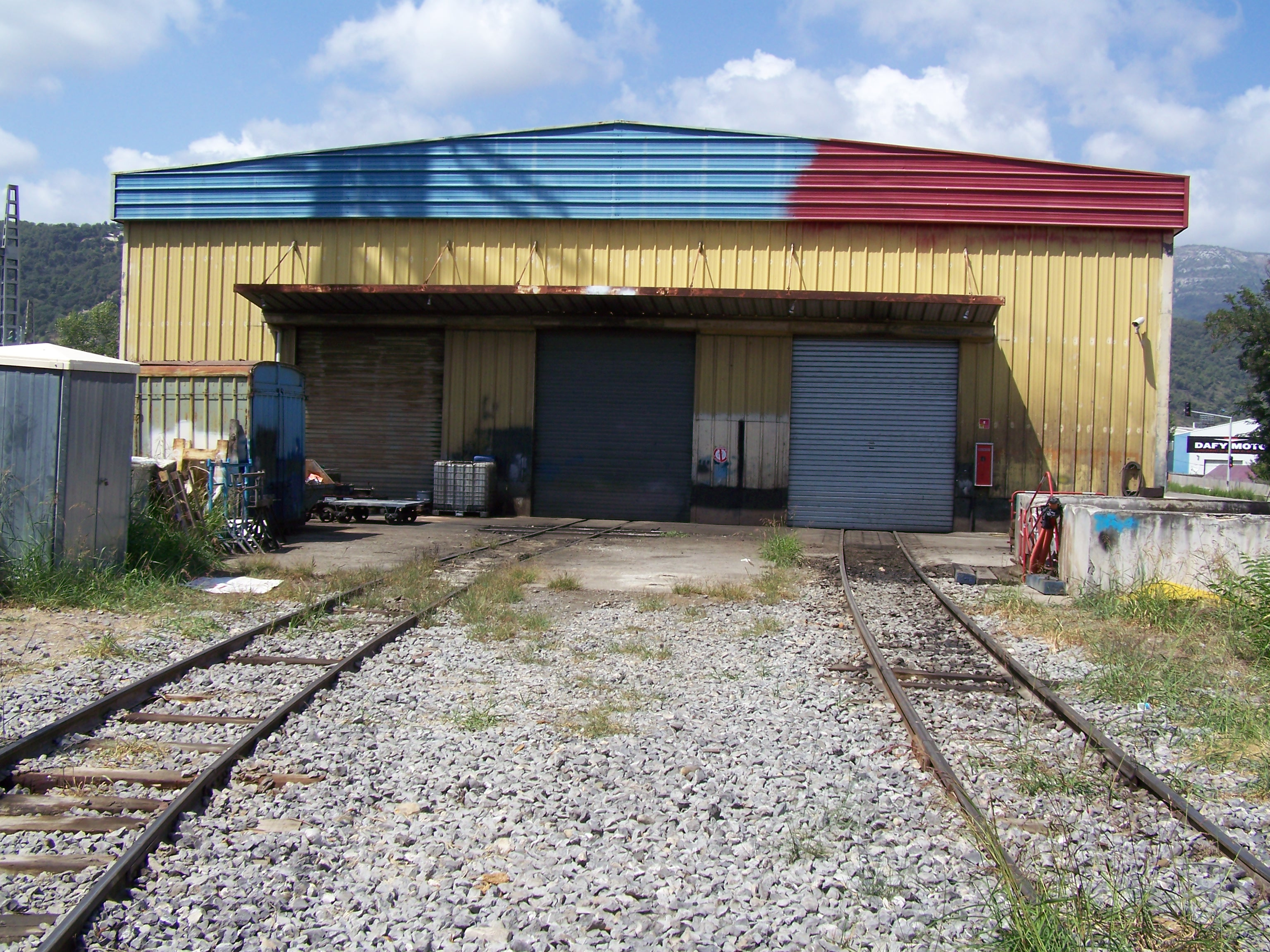
Altre officine
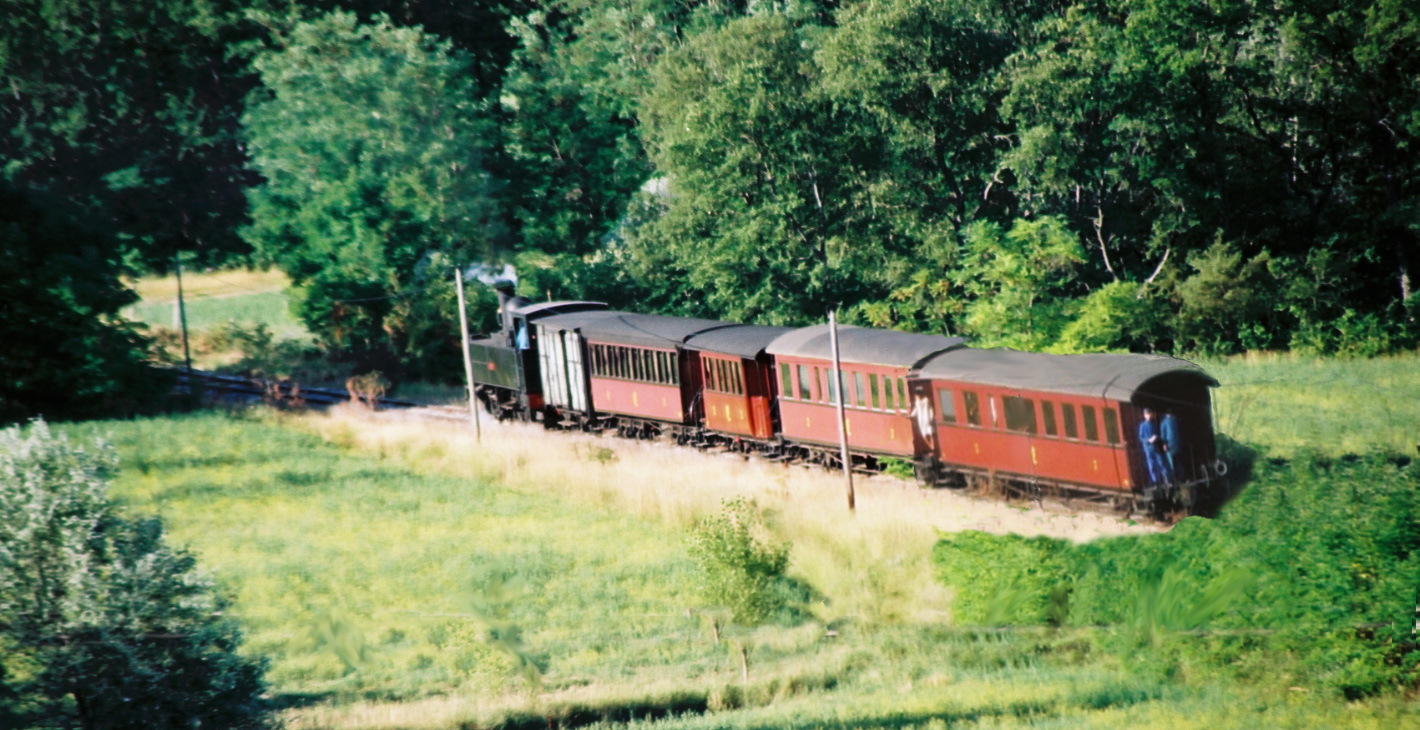
Treno turistico a vapore: Treno delle pigne
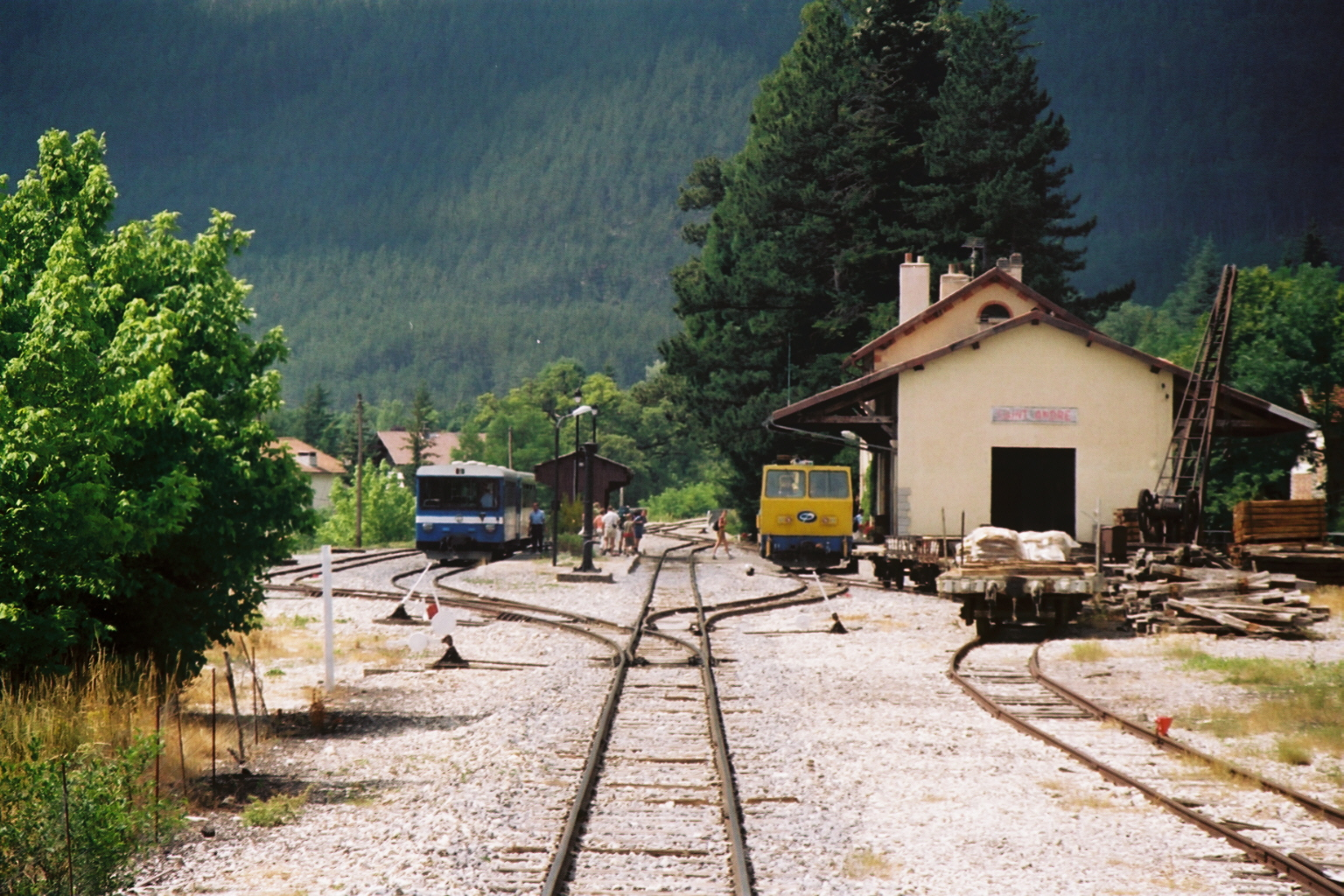
Stazione di Saint-André-les-Alpes
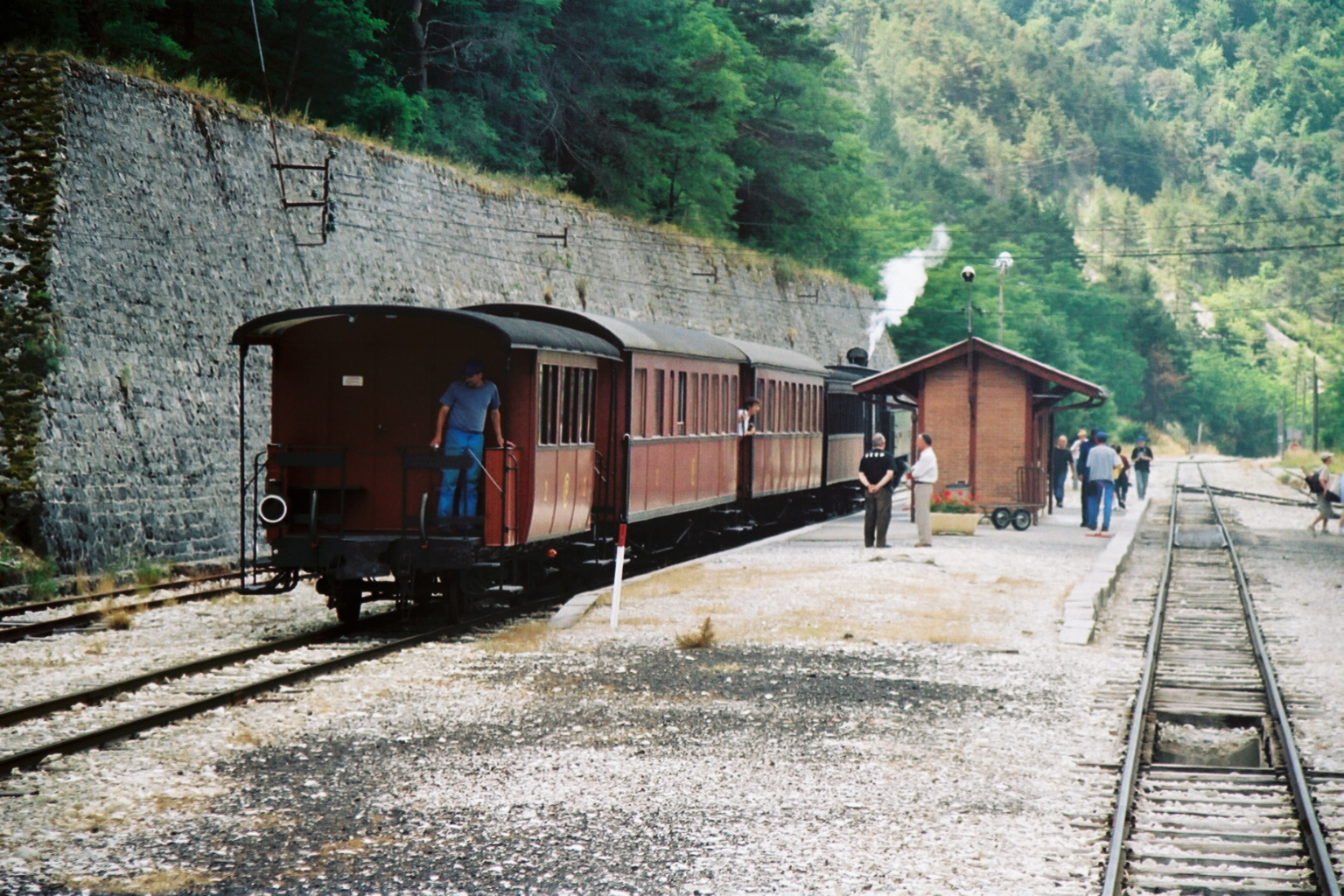
Il treno delle pigne a Thorame-Haute
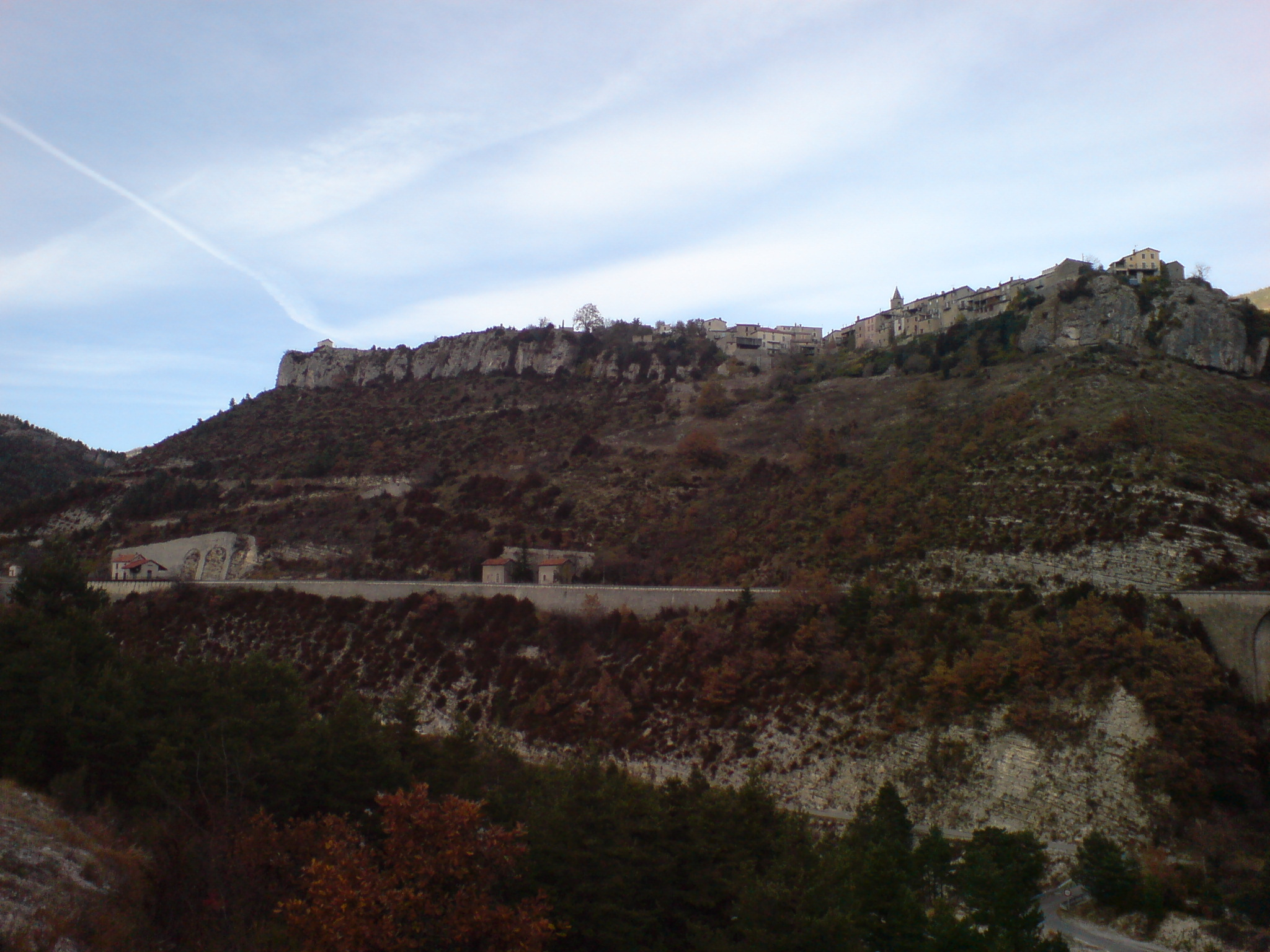
Stazione di Méailles
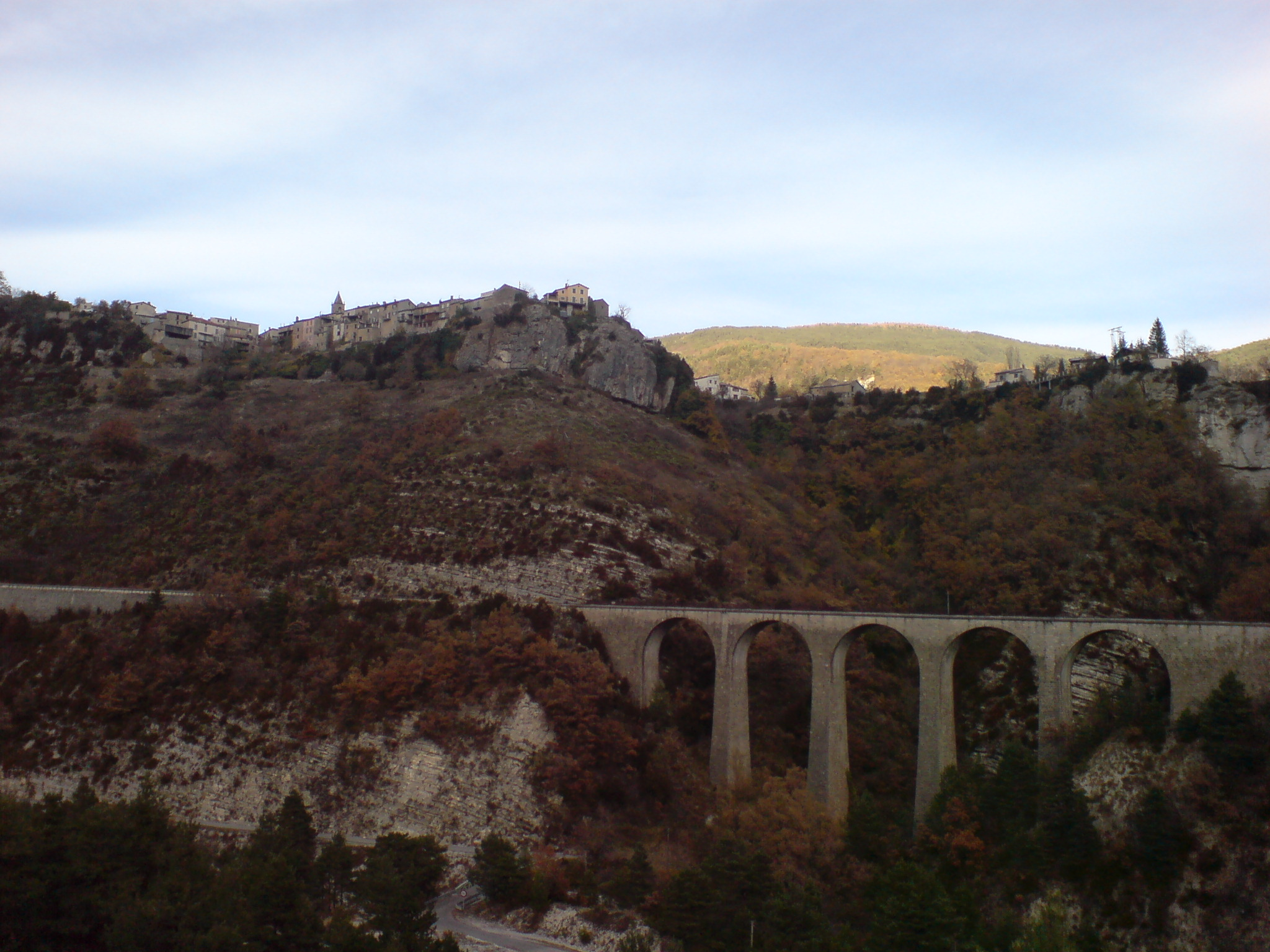
Viadotto di Méailles